# チェン・リー
チェン・リー（1939年1月29日 - 2005年2月1日）は日本の俳優。日本人だが、中国人のカンフースターという名目で出演。

## 経歴
愛知県の西春日井郡うまれ。
『荒野のドラゴン』に出演し、クラウス・キンスキーなどとの共演で知られる。同作に出演していたラース・ブロックのインタビューでも、早川(リー)の名が出た。

## 出演
- Questa volta ti faccio ricco!4.8(uncredited)1974
- Chen Lee in Shanghai Joe (1973)　Shanghai Joe 5.7 Shanghai Joe Chin Hao 1973　　　荒野のドラゴン
- Tutti per uno botte per tutti (1973) Tutti per uno botte per tutti 4.6 1973
- Mang quan (1972)　Mang quan 5.5
- 帰って来た女必殺拳　　早川名義[5]